# Simone Papa il Vecchio
Simone Papa il Vecchio (1430 – 1488) è stato un pittore italiano del Rinascimento attivo a Napoli.

## Biografia
Si dice che fosse il maestro di Antonio Solario. Di tutti i pittori napoletani, si dice che sia stato il più vicino allo stile di Jan van Eyck. Dipinse l’Arcangelo Michele e Santi oggi al Museo nazionale di Capodimonte a Napoli. Altre opere attribuite a Simone comprendono un’Annunciazione per la chiesa di San Nicola alla Dogana (non più esistente), una Vergine con Salvatore e santi per la chiesa di San Lorenzo, e un San Michele che sconfigge gli angeli ribelli per la chiesa di Basilica di Santa Francesca Romana. 